# Tandy Radio Shack TRS 80 Model I
Tandy Radio Shack TRS 80 MODEL I (TRS 80 MODEL I) је кућни рачунар, производ фирме Тенди (Tandy Radio Shack) који је почео да се израђује у САД током 1977. године.
Користио је Zilog Z80 као централни микропроцесор а RAM меморија рачунара TRS 80 MODEL I је имала капацитет од 4 kb / 16 kb зависно од модела (до 48 kb).
Као оперативни систем коришћен је TRS DOS - NEW DOS.

## Детаљни подаци
Детаљнији подаци о рачунару TRS 80 MODEL I су дати у табели испод.
|                       |                                                                             |
| [ 1 ]                 |                                                                             |
| Произвођач            | Тенди                                                                       |
| Тип                   | кућни рачунар                                                               |
| Меморија              | 4 / 16 зависно од модела (до 48 )                                           |
| Поријекло             | Сједињене Америчке Државе                                                   |
| Година                | 1977                                                                        |
| Тастатура             | тастатура са пуним помаком тастера, 53 тастера, опциона нумеричка тастатура |
| Процесор              |                                                                             |
| Фреквенција процесора | 1,77                                                                        |
| RAM                   | 4 / 16 зависно од модела (до 48 )                                           |
| ROM                   | 4 (Basic Level 1) или 12kb (Basic Level 2)                                  |
| Текст                 | 32 x 16, 64 x 16                                                            |
| Графика               | 128 x 48                                                                    |
| Боја                  | монохроматски                                                               |
| Звук                  | Нема                                                                        |
| Димензије             | 60 (ширина) x 65 (дубина) x 21,5 (висина) . / 40 .                          |
| Портови               |                                                                             |
| Оперативни систем     |                                                                             |